# Apristurus canutus
Espèce
Répartition géographique
Statut de conservation UICN

 DD  : Données insuffisantes
Apristurus canutus est une espèce de requins.